# Liste der Naturdenkmale im Bezirk Neukölln
Die Liste der Naturdenkmale im Bezirk Neukölln nennt die im Berliner Bezirk Neukölln ausgewiesenen Naturdenkmale (Stand August 2002).

## Bäume
| Nr.              | Bezeichnung                    | Lage                                                                            | Beschreibung                   | Schutzzweck                       | Bild                                    |
| ---------------- | ------------------------------ | ------------------------------------------------------------------------------- | ------------------------------ | --------------------------------- | --------------------------------------- |
| 8-1/B Wikidata   | Jahneiche                      | Volkspark Hasenheide nahe Fontanestraße Ecke Karlsgartenstraße (Standort)       | Quercus robur                  | Schönheit, landeskundliche Gründe | mehr Fotos \| Fotos hochladen           |
| 8-2/B Wikidata   | Fächerblattbaum                | Gutspark Britz (Standort)                                                       | Ginkgo biloba                  | Schönheit                         | mehr Fotos \| Fotos hochladen           |
| 8-3/B-1 Wikidata | Stiel-Eiche                    | Friedhof Lilienthalstraße (Standort)                                            | Quercus robur                  |                                   | mehr Fotos \| Fotos hochladen           |
| 8-3/B-2 Wikidata | Berg-Ahorn                     | Friedhof Lilienthalstraße (Standort)                                            | Acer pseudoplatanus            |                                   | mehr Fotos \| Fotos hochladen           |
| 8-3/B-3 Wikidata | Trauben-Eiche                  | Friedhof Lilienthalstraße (Standort)                                            | Quercus petraea                |                                   | mehr Fotos \| Fotos hochladen           |
| 8-4/B Wikidata   | Alt-Buckow, Buckower Dorfteich | Alt-Buckow (Standort)                                                           | Fagus sylvatica f. atropunicea | Schönheit                         | mehr Fotos \| Fotos hochladen           |
| 8-5/B Wikidata   | Stiel-Eiche                    | Volkspark Hasenheide, nordöstlicher Bereich, auf Höhe Hasenheide 109 (Standort) | Quercus robur                  |                                   | Direkt Bild zu diesem Denkmal hochladen |
| 8-6/B Wikidata   | Stiel-Eiche                    | Volkspark Hasenheide, Rondell zwischen Tierpark und Freiluftkino (Standort)     | Quercus robur                  |                                   | Direkt Bild zu diesem Denkmal hochladen |
| 8-7/B Wikidata   | Einblättrige Esche             | Grünanlage Wildenbruchplatz, auf Höhe Wildenbruchplatz 8 (Standort)             | Fraxinus anomala               |                                   | Direkt Bild zu diesem Denkmal hochladen |
| 8-8/B Wikidata   | Gemeine Esche                  | Gutspark Britz, nahe nordöstlichem Tor zum Gutsgarte (Standort)                 | Fraxinus excelsior             |                                   | Direkt Bild zu diesem Denkmal hochladen |
| 8-9/B Wikidata   | Berliner Lorbeerpappel         | südlich Britzer Kirchteich (Standort)                                           | Populus × berolinensis         |                                   | Direkt Bild zu diesem Denkmal hochladen |
| 8-10/B Wikidata  | Kanadische Pappel              | nordwestlich Britzer Kirchteich (Standort)                                      | Populus × canadensis           |                                   | Direkt Bild zu diesem Denkmal hochladen |
| 8-11/B Wikidata  | Felsen-Kirsche                 | Britzer Damm 164 (Alfred-Nobel-Schule) (Standort)                               | Prunus mahaleb                 |                                   | Direkt Bild zu diesem Denkmal hochladen |
| 8-12/B Wikidata  | Hänge-Buche                    | Friedhof Alt-Buckow Alt-Buckow 39B (Standort)                                   | Fagus sylvatica 'Pendula'      |                                   | Direkt Bild zu diesem Denkmal hochladen |

## Findlinge
Die in Berlin als Naturdenkmal geführten Findlinge sind in der Regel erratische Blöcke mit einem Volumen von mindestens einem Kubikmeter und somit eine Masse von mehreren Tonnen.
| Nr.            | Bezeichnung | Lage                                                                                                | Beschreibung | Schutzzweck                | Bild                                    |
| -------------- | ----------- | --------------------------------------------------------------------------------------------------- | ------------ | -------------------------- | --------------------------------------- |
| 8-1/F Wikidata | Findling    | Akazienwäldchen zwischen Blaschkoallee und Onkel-Bräsig-Straße (Standort)                           |              | naturgeschichtliche Gründe | mehr Fotos \| Fotos hochladen           |
| 8-2/F Wikidata | Findling    | Fritz-Reuter-Allee 140, 60 m südöstlich der Hephata-Kirche (Standort)                               |              | naturgeschichtliche Gründe | mehr Fotos \| Fotos hochladen           |
| 8-3/F Wikidata | Findling    | Waltersdorfer Chaussee am Röthepfuhl, Rudow (Standort)                                              |              | naturgeschichtliche Gründe | mehr Fotos \| Fotos hochladen           |
| 8-4/F Wikidata | Findling    | Waltersdorfer Chaussee, Höhe Ecke Groß-Ziethener-Chaussee, Rudow, auf der Rudower Spinne (Standort) |              | naturgeschichtliche Gründe | mehr Fotos \| Fotos hochladen           |
| 8-5/F Wikidata | Findling    | Im Ehrenhain, westlich Onkel-Bräsig-Straße, am Fennpfuhl (Standort)                                 |              | naturgeschichtliche Gründe | mehr Fotos \| Fotos hochladen           |
| 8-6/F Wikidata | Findling    | Fennpfuhl auf Höhe Onkel-Bräsig-Straße 34 (Standort)                                                |              |                            | Direkt Bild zu diesem Denkmal hochladen |

## Flächenhafte Naturdenkmale
| Nr.             | Bezeichnung         | Lage | Beschreibung                                                 | Schutzzweck                                   | Bild                          |
| --------------- | ------------------- | --- | ------------------------------------------------------------ | --------------------------------------------- | ----------------------------- |
| FND-07 Wikidata | Teich Britz         | südwestlich der Buschkrugbrücke (Standort)                                                                      |                                                              | Schönheit, Seltenheit, landeskundliche Gründe | mehr Fotos \| Fotos hochladen |
| ND-02 Wikidata  | Papenpfuhl          | Kleingartenkolonie „Marienfelder Weg“, südöstlich Massiner Weg und südwestlich Deutsch-Kroner-Ring (Standort)   |                                                              | naturgeschichtliche Gründe, Seltenheit        | mehr Fotos \| Fotos hochladen |
| ND-03 Wikidata  | Krugpfuhl           | öffentliche Grünanlage östlich Fritz-Reuter-Allee, zwischen Hanne-Nüte-Straße und Onkel-Herse-Straße (Standort) |                                                              | naturgeschichtliche Gründe, Seltenheit        | mehr Fotos \| Fotos hochladen |
| ND-04 Wikidata  | Roetepfuhl Britz    | zwischen Mohriner Allee und Massiner Weg (Standort)                                                             |                                                              | naturgeschichtliche Gründe, Seltenheit        | mehr Fotos \| Fotos hochladen |
| ND-05 Wikidata  | Klarpfuhl           | östlich Waltersdorfer Chaussee (Standort)                                                                       |                                                              | naturgeschichtliche Gründe, Seltenheit        | mehr Fotos \| Fotos hochladen |
| ND-07 Wikidata  | Rohrpfuhle          | Kleingartenkolonie „Ewige Heimat“, westlich Waßmannsdorfer Chaussee (Standort)                                  |                                                              | naturgeschichtliche Gründe, Seltenheit        | mehr Fotos \| Fotos hochladen |
| ND-08 Wikidata  | Lolopfuhl           | landwirtschaftliche Fläche östlich Waßmannsdorfer Chaussee, zwischen Neuhofer Straße und Straße 148 (Standort)  | Letzter noch erhaltener Feldpfuhl auf der Teltow-Hochfläche. | naturgeschichtliche Gründe, Seltenheit        | mehr Fotos \| Fotos hochladen |
| ND-09 Wikidata  | Eichenpfuhl         | Wildmeisterdamm 255 (Standort)                                                                                  |                                                              | seltenes eiszeitliches Toteisloch             | mehr Fotos \| Fotos hochladen |
| ND-10 Wikidata  | Kattenpfuhl         | südlich Neudecker Weg Ecke Deutschtaler Straße (Standort)                                                       |                                                              | seltenes eiszeitliches Toteisloch             | mehr Fotos \| Fotos hochladen |
| ND-11 Wikidata  | Kienpfuhl           | nördlich des Koppelweges zwischen Städtischem Friedhof und S-Bahntrasse (Standort)                              |                                                              | seltenes eiszeitliches Toteisloch             | mehr Fotos \| Fotos hochladen |
| ND-12 Wikidata  | Krummer Katzenpfuhl | Waltersdorfer Chaussee 120 (Standort)                                                                           |                                                              | seltenes eiszeitliches Toteisloch             | mehr Fotos \| Fotos hochladen |
| ND-13 Wikidata  | Priesterpfuhl       | Glashütterweg 21–29 (Standort)                                                                                  |                                                              | seltenes eiszeitliches Toteisloch             | mehr Fotos \| Fotos hochladen |